# Amnat Charoen
Amnat Charoen (thailändisch เทศบาลเมืองอำนาจเจริญ) ist eine Stadt (เทศบาลเมือง – Thesaban Mueang) im Landkreis Mueang Amnat Charoen. Amnat Charoen liegt in der Provinz Amnat Charoen in der Nordostregion von Thailand, dem so genannten Isan.

## Geographie
Amnat Charoen liegt im äußersten Osten des Isan an der Grenze zu Laos und ist etwa 580 Kilometer von Bangkok entfernt. Die Gegend ist idyllisch, durch die abseitige Lage schlägt sich das jedoch nicht in einem nennenswerten Tourismus nieder.

## Wirtschaft und Bedeutung
Die Gegend zählt zu den ärmsten in Thailand, Hauptwirtschaftszweig ist die Landwirtschaft.
Der Phuttha Utthayan-Stausee dient der konstanten künstlichen Bewässerung und versorgt hauptsächlich die Landwirtschaft.

## Geschichte
Die Stadt Amnat Charoen erhielt unter König Nang Klao (Rama III.) den Status einer Stadt und wurde zunächst von Nakhon Khemarat, später dann von Ubon Ratchathani aus verwaltet. Amnat Charoen wurde am 12. Januar 1993 Hauptstadt der neu gegründeten Provinz, die aus der Provinz Ubon Ratchathani herausgelöst wurde. Zusammen mit den Provinzen Nong Bua Lamphu und Sakaeo ist Amnat Charoen eine der drei zuletzt gebildeten Provinzen in Thailand.

## Sehenswürdigkeiten
- Wat Mongkhon Ming Mueang (วัดมงคลมิ่งเมือง) – idyllisch gelegene buddhistische Tempelanlage (Wat), beherbergt ein Bildnis Buddhas mit reichem Blattgold-Schmuck.
- Wat Tham Saeng Phet (วัดถ้ำแสงเพชร) – auf einem Hügel gelegene buddhistische Tempelanlage, beherbergt einige Höhlen mit Buddha-Bildnissen
- Phuttha Utthayan (พุทธอุทยาน) – buddhistischer Park mit Huay-Pho-Speichersee, der auch als Ausflugsgebiet dient.

## Persönlichkeiten
- Sarawut Inpoung (* 1992), Fußballspieler